# Јевремовић
Јевремовић је српско презиме. Познате особе са овим презименом су:
- Зорица Јевремовић (рођена 1948), српска позоришна и видео редитељка, драматуршкиња, кореографкиња, теоретичарка интермедије, историчарка књижевности и феминисткиња